# Армија Републике Северне Македоније
Армија Републике Северне Македоније (мкд. Армија на Република Северна Македонија) формирана је 1992. године као Армија Републике Македоније после повлачења ЈНА која је иза себе оставила мали број пешадијског наоружања и четири покварена T-34 тенка за наоружање нове армије.

## Организација
Армијом Републике Северне Македоније командује министар одбране преко Генералштаба.

### Копнена команда
Највећа команда АРМ је Копнена команда, за коју је планирано да се у будућности раздвоји у брзо реагујуће снаге, стратешке резервне снаге и јединица за подршку.

#### Јединице
Брзо реагујуће снаге представљају главни део АРМ, и састоје се од 1. бригаде, 2. бригаде и оклопног батаљона са 31 тенком Т-72 А стационираних у Штипу.
Стратешки резервне снаге обезбеђују резервне бригаде које могу бити подигнуте на ниво бојне готовости у сваком тренутку. 3. бригада и 4. бригада су састављене од резервне војске.
Јединице за подршку представљају јединице које дају подршку брзо реагујућим јединицама и резервним јединицама у операцијама. Оне укључују артиљерију (BM-21), батаљон ПВО, сигнални батаљон, логистички батаљон, инжињерски батаљон и војну полицију.

### Ратно ваздухопловство и противваздушна одбрана
Ваздушна компонента АРМ је представљена Командом РВ и ПВО РМ, које се састоји од Ваздухопловства и јединица за подршку.
Ратно ваздухопловство се састоји од борбене ескадриле (опремљене Ми-24 V и K типом јуришних хеликоптера), транспортне ескадриле (наоружане Ми-17, Ми-8 и УХ-1 транспортним хеликоптерима), ПВО батаљоном (опремљеним системима Стрела-2M, Игла и СА-13).
| Летелица   | Извор           | Тип                                     | У служби | Верзија           | Напомене |
| ---------- | --------------- | --------------------------------------- | -------- | ----------------- | -------- |
| UH-1       | Грчка           | Транспортни хеликоптер                  | 2        | УХ-1Х             |          |
| Ми-8       | Украјина        | Транспортни/Борбено-Десантни хеликоптер | 4        | Ми-8МТМи-17 Хип-Х |          |
| Ми-24      | Украјина        | Јуришни хеликоптери                     | 10       | Ми-24В Хинд-Е     |          |
| Ан-2       | Совјетски Савез | Лаки транспортни                        | 1        | Ан-2              |          |
| Злин З 142 | Чешка           | Тренинг                                 | 1        | Злин 142          |          |
| Злин 242   | Чешка           | Тренинг                                 | 4        | Злин 242Л         |          |

### Команда специјалних јединица
Команда специјалних јединица контролише операције батаљона ренџера, као и батаљона специјалних јединица - „Вукови“.

### Логистичка Команда
Формирана 2001. године, Логистичка команда контролише све јединице за подршку, Логистичку базу Копнене војске и војну болницу.

## Наоружање

### Оклопне јединице
- Тенкови[2]
  - T-72  Совјетски Савез 31 (Купљени од Украјине у октобру 2001)
- Оклопно-Борбена возила
  - БТР-70  Совјетски Савез 70
  - БТР-80  Совјетски Савез 60
  - M-113A1  Сједињене Државе 30
  - -TM-170 Hermelin}-  Немачка 115 (30 - у резерви)
  - БТР-60P  Совјетски Савез 100
  - МТ-ЛБ  Совјетски Савез 10
  - БРДМ-2  Совјетски Савез 20
  - БМП-2  Совјетски Савез 10
  - -ELBO Leonidas-2}-  Грчка10
- Логистика
  - -HMMWV}-  Сједињене Државе 100
  - M35/44  Сједињене Државе 150
  - -Iveco}-  Италија 400
  - TAM-110  Југославија
  - TAM-150  Југославија

### Артиљерија
- Вишецевни ракетни бацачи
  - M-63 Plamen  Југославија 12
  - BM-21 Grad  Совјетски Савез 12
- Топови/хаубице
- М57 60мм  Југославија
- М69 82мм  Југославија
- 82-БМ-37  Совјетски Савез
- М43 120мм  Совјетски Савез
- М52 120мм  Југославија

### ПВО
- Ракетни системи
  -   Совјетски Савез - 200[3]
  -   Совјетски Савез - 10
  -   Совјетски Савез - 10

## Статистика
- Родови:

Војска Републике Северне Македоније (АРМ): Заједничку оперативну команду, команду ваздухопловства (мкд. Македонско Воено Воздухопловство, МВВ), Команду специјалних јединица (2006)
- Тренутна јачина:

13,500 активна + 48,000 резерва
- Војно способни- година:

18 година
- Војно способни-године :

мушкарци, година 18-49:
498,259
- Војна потрошња, у доларима:

$200 милиона (FY01/02 процена)
- Војни трошкови – проценат ГДП:

6% (FY01/02 процена)
Војска САД има добре односе са Војском Републике Северне Македоније преко програма Партнерство за мир.

### Војна потрошња током година
- 1996: 3%, 5223
- 1997: 2.2%, 4163
- 1998: 2.2%, 4302
- 1999: 1.8%, 3769
- 2000: 1.9%, 4602
- 2001: 6.6%, 15397
- 2002: 2.8%, 6841
- 2003: 2.5%, 6292
- 2004: 2.6%, 6683
- 2005: ?%, 6265

## Војни рок
Северна Македонија је укинула служење војног рока у октобру 2006. године. Македонска војска је прва у региону која је извршила професионализацију.